# موريس كانتور
موريس كانتور (بالإنجليزية: Morris Kantor)‏ (و. 1896 – 1974 م) هو رسام من الولايات المتحدة الأمريكية . ولد في مينسك .